# Manuel (gmina)
Manuel – gmina w Hiszpanii, w prowincji Walencja, we wspólnocie autonomicznej Walencja, o powierzchni 6,05 km². W 2011 roku liczyła 2546 mieszkańców.